# Tetsuro Miura
Tetsuro Miura (三浦 哲郎 Miura Tetsurō?, 12 de abril de 1956 en Shizuoka - 28 de abril de 2018 en Toyota, Aichi) fue un futbolista y entrenador japonés.

## Clubes

### Como entrenador
| Club                 | País  | Año  |
| -------------------- | ----- | ---- |
| Nagoya Grampus Eight | Japón | 1994 |
| Nagoya Grampus Eight | Japón | 2001 |